# Adolf Donders
Adolf Donders (* 15. März 1877 in Anholt, Kreis Borken; † 9. August 1944 in Langenhorst, Kreis Steinfurt) war Professor für Homiletik an der Westfälischen Wilhelms-Universität und von 1911 bis 1944 Domprediger im Dom zu Münster. Adolf Donders ist einer der Begründer der neueren Homiletik.

## Leben
Die Abiturprüfung legte Adolf Donders in Emmerich ab, danach studierte er in Münster katholische Theologie und empfing am 9. Juni 1900 in Münster die Priesterweihe. Anschließend wirkte er zwei Jahre lang als Kaplan in Duisburg, danach an St. Ägidii in Münster. Mit einer Dissertation über Gregor von Nazianz promovierte er 1909 bei Peter Hüls zum Dr. theol.
Als Prediger erwarb er sich schnell einen Namen; auf dem Eucharistischen Kongress in Köln 1909 wurde er mit einer aufsehenerregenden Rede in der (kirchlichen) Öffentlichkeit bekannt. Von 1906 bis 1921 war er Generalsekretär des Zentralkomitees der deutschen Katholikentage. Am 15. Mai 1914 hielt er in St. Paulus in Moabit die Traueransprache im Requiem für den beliebten dominikanischen Prediger Bonaventura Krotz.
Ab 1911 versah er seinen Dienst als Domprediger in Münster. Seine Predigten – schriftnah gehalten als vertrautes, homiletisches Gespräch – waren ein Begriff in Münster und dem weiteren Umland. Ab 1919 war er zusätzlich Professor für Homiletik und theologische Propädeutik an der Universität Münster.
1931 wurde er zum Dompropst gewählt. Die Wahl zum Bischof von Münster lehnte er aus gesundheitlichen Gründen ab – an seiner Stelle wurde dann Clemens August Graf von Galen, der spätere „Löwe von Münster“, gewählt. Inzwischen wurden Quellen aufgefunden, die auf eine enge Zusammenarbeit zwischen von Galen und Donders bei der Abfassung wichtiger bischöflicher Predigten schließen lassen.
Zeitzeugen berichten, dass Adolf Donders die Zerstörung des Domes und seiner Wohn- und Arbeitsstätte im Zweiten Weltkrieg nicht verwinden konnte und er zusehends gesundheitlich verfiel. Am 14. Februar 1944 erlitt er in seinem Notquartier im münsterischen Priesterseminar einen Schlaganfall. Von besonderer Tragik war das deshalb, weil er, der begnadete Prediger und Redner, sich in der Folge dieses Schlaganfalls nur noch lallend verständigen konnte. Er wurde in Langenhorst von seinen Verwandten gepflegt.
Adolf Donders starb am 9. August 1944. Er wurde am 14. August 1944 auf dem Domherrnfriedhof in Münster von Bischof Clemens August Graf von Galen bestattet.

## Ehrungen
- Für einen Predigtzyklus erhielt er im Jahre 1900 den Fakultätspreis der Theologischen Fakultät Münster.
- Ein Teil des Innenstadtringes der Stadt Münster wurde „Donders-Ring“ genannt.
- In seinem Geburtsort Anholt gibt es die „Adolf-Donders-Allee“.
- In Münster (Westfalen) trägt das Haus der katholischen Studentenvereine W.K.St.V. Unitas-Winfridia zu Münster und W.K.St.V. Unitas Rolandia zu Münster den Namen „Dondersheim“. Ursprünglich sollte es das Wohnhaus der Unitas Burgundia, deren Mitbegründer Donders war, werden.